# Orly Goldwasser
Orly Goldwasser (* 1951) ist eine israelische Ägyptologin.

## Leben
Sie erlangte ihren B.A. an der Universität Tel Aviv, ihren M.A. und ihren Doktortitel an der Hebräischen Universität Jerusalem. Sie ist Inhaberin des Lehrstuhls für Ägyptologie in Jerusalem und Professor h. c. an der Universität Göttingen. Sie war Gastprofessorin an der Universität Göttingen, an der Harvard University und am Collège de France. 2025 wurde sie Mitglied der Academia Europaea.
Ihre Forschungsschwerpunkte sind die Semiotik der Hieroglyphen, Beziehungen Ägyptens zur östlichen Mittelmeerküste und literarische Bilder in der ägyptischen Literatur sowie der Ursprung des Alphabets. Sie ist Entdeckerin des Klassifikationssystems in der Hieroglyphenschrift.

## Publikationen (Auswahl)
- From Icon to Metaphor, Studies in the Semiotics of the Hieroglyphic Script (= Orbis biblicus et orientalis. Band 142). University Press, Freiburg (Schweiz) 1995, ISBN 3-7278-1015-7 /  Vandenhoeck & Ruprecht, Göttingen 1995, ISBN 3-525-53777-8 (Digitalisat).
- Prophets, Lovers and Giraffes: Wor(l)d Classification in Ancient Egypt (= Göttinger Orientforschungen. IV. Reihe  Ägypten. Band  38, 3). Harrassowitz, Wiesbaden 2002, ISBN 3-447-04590-6.
- Canaanites Reading Hieroglyphs. Horus is Hathor? - The Invention of the Alphabet in Sinai. In:  Ägypten und Levante. Band 16, 2006, S. 121–160 (Digitalisat).